# Liste der Monuments historiques in Saint-Michel-sur-Meurthe
Die Liste der Monuments historiques in Saint-Michel-sur-Meurthe führt die Monuments historiques in der französischen Gemeinde Saint-Michel-sur-Meurthe auf.

## Liste der Objekte
| Bezeichnung                        | Beschreibung                          | Standort                       | Kennzeichnung | Schutzstatus | Datum | Bild |
| ---------------------------------- | ------------------------------------- | ------------------------------ | ------------- | ------------ | ----- | ---- |
| Skulptur Sitzende Madonna mit Kind | Holz, farbig gefasst, 16. Jahrhundert | in der Kirche St-Michel (Lage) | PM88000868    | Classé       | 1917  |      |
| Glocke                             | Bronze, 1787 gegossen                 | in der Kirche St-Michel (Lage) | PM88000869    | Classé       | 1922  |      |